# Uganda az 1968. évi nyári olimpiai játékokon
Uganda a mexikói Mexikóvárosban megrendezett 1968. évi nyári olimpiai játékok egyik részt vevő nemzete volt. Az országot az olimpián 2 sportágban 11 sportoló képviselte, akik összesen 2 érmet szereztek.

## Érmesek
| Érem  | Versenyző        | Sportág   | Versenyszám |
| ----- | ---------------- | --------- | ----------- |
| Ezüst | Eridadi Mukwanga | Ökölvívás | Harmatsúly  |
| Bronz | Leo Rwabwogo     | Ökölvívás | Légsúly     |

## Atlétika
Férfi
| Versenyző     | Versenyszám | Előfutam | Előfutam | Előfutam | Negyeddöntő | Negyeddöntő | Negyeddöntő | Elődöntő | Elődöntő | Elődöntő | Döntő   | Döntő    |
| Versenyző     | Versenyszám | Idő      | Hely.    | Össz.    | Idő         | Hely.       | Össz.       | Idő      | Hely.    | Össz.    | Idő     | Helyezés |
| ------------- | ----------- | -------- | -------- | -------- | ----------- | ----------- | ----------- | -------- | -------- | -------- | ------- | -------- |
| Amos Omolo    | 100 m       | 10,50    | 4.       | 31.      | 10,45       | 7.          | 27.         | kiesett  | kiesett  | kiesett  | kiesett | kiesett  |
| Amos Omolo    | 400 m       | 45,85    | 1.       | 10.      | 45,33       | 1.          | 2.          | 45,52    | 4.       | 7.       | 47,61   | 8.       |
| William Dralu | 200 m       | 21,38    | 6.       | 35.      | kiesett     | kiesett     | kiesett     | kiesett  | kiesett  | kiesett  | kiesett | kiesett  |
| Mustafa Musa  | 5000 m      | 15:10,24 | 9.       | 26.      |             |             |             |          |          |          | kiesett | kiesett  |
| Mustafa Musa  | 10 000 m    |          |          |          |             |             |             |          |          |          | 30:54,2 | 22.      |
| Mustafa Musa  | Maraton     |          |          |          |             |             |             |          |          |          | 3:04:53 | 55.      |

## Ökölvívás
| Versenyző        | Versenyszám   | Selejtező         | 32-es főtábla                              | Nyolcaddöntő                   | Negyeddöntő                   | Elődöntő                                 | Döntő                         | Helyezés |
| Versenyző        | Versenyszám   | Ellenfél Eredmény | Ellenfél Eredmény                          | Ellenfél Eredmény              | Ellenfél Eredmény             | Ellenfél Eredmény                        | Ellenfél Eredmény             | Helyezés |
| ---------------- | ------------- | ----------------- | ------------------------------------------ | ------------------------------ | ----------------------------- | ---------------------------------------- | ----------------------------- | -------- |
| Douglas Ogada    | Papírsúly     |                   | Csi Jongdzsu (Ji Yong-ju) (KOR) · RSC      | kiesett                        | kiesett                       | kiesett                                  | kiesett                       | 17.      |
| Leo Rwabwogo     | Légsúly       |                   | Szo Szangjong (Seo Sang-yeong) (KOR) · 5-0 | David Vasquez (USA) · 3-2      | Badari Tibor (HUN) · 3-2      | Artur Olech (POL) · 2-3                  | kiesett                       |          |
| Eridadi Mukwanga | Harmatsúly    | erőnyerő          | Ramiro Suárez (ESP) · KO                   | Nicolae Gîju (ROU) · RSC       | Roberto Cervantes (MEX) · 4-1 | Csang Szungil (Jang Sun-gil) (KOR) · 4-1 | Valerian Szokolov (URS) · RSC |          |
| Mohamed Muruli   | Könnyűsúly    | erőnyerő          | Luis Muñoz (CHI) · 5-0                     | Armando Mendoza (VEN) · 4-1    | Ronald Harris (USA) · 0-5     | kiesett                                  | kiesett                       | 5.       |
| Alex Odhiambo    | Kisváltósúly  | erőnyerő          | Mariano Pérez (ESP) · RSC                  | James Wallington (USA) · 0-5   | kiesett                       | kiesett                                  | kiesett                       | 9.       |
| Andrew Kajjo     | Váltósúly     | erőnyerő          | Mario Giulloti (ARG) · 1-4                 | kiesett                        | kiesett                       | kiesett                                  | kiesett                       | 17.      |
| David Jackson    | Nagyváltósúly |                   | Rainer Salzburger (AUT) · KO               | Christian Larsen (DEN) · 3-2   | Günther Meier (FRG) · 0-5     | kiesett                                  | kiesett                       | 5.       |
| Matthias Ouma    | Középsúly     |                   | erőnyerő                                   | Alekszej Kiszeljov (URS) · 1-4 | kiesett                       | kiesett                                  | kiesett                       | 9.       |